# Gekijōban Naruto Shippuden: Hi no Ishi wo Tsugumono
Naruto Shippuden the Movie: The Will of Fire (劇場版 NARUTO-ナルト- 疾風伝 火の意志を継ぐ者, Gekijōban Naruto Shippūden Hi no Ishi wo Tsugumono) é o sexto filme da franquia Naruto e o terceiro de Naruto Shippuden. O longa foi revelado no site de comemoração do 10º aniversário da série e teve um trecho exibido junto com a saga filler do Sanbi no anime. Seu lançamento nos cinemas japoneses ocorreu no dia 1 de agosto de 2009 e trouxe o slogan "Nós entregaremos nossos desejos a todos!" (届け、オレたちの想い！- Todoke, ore-tachi no Omoi!).
O site do Naruto 10th Anniversaire revelou o filme e o teaser foi mostrado junto com a prévia do arco do anime Three-Tails Arrival. O site oficial do anime  Naruto: Shippūden  colocou o vídeo promocional do filme.
It was released in North America on October 23, 2012 by Viz Media.

## Enredo
A trama do filme diz respeito ao potencial de eclosão de uma Quarta Guerra Mundial Ninja, quando ninjas que possuem Kekkei Genkai começam a desaparecer das Vilas Ocultas da Nuvem, da Pedra, da Névoa e da Areia. A Vila Oculta da Folha é a única não afetada pelos eventos, o que gera suspeitas de seu envolvimento nos incidentes e o surgimento de rumores de uma possível rebelião. Com os outros países mobilizando tropas nas fronteiras do País do Fogo e ameaçando invadir, o Senhor Feudal do país ordena que Tsunade capture o real culpado e prove a inocência da Folha; em caso de falha, o país terá que destruir a vila para preservar a paz mundial.
O verdadeiro culpado e principal antagonista do filme, Hiruko - um Nukenin (ninja fugitivo) e antigo amigo dos três Sannins Lendários (Jiraya, Tsunade e Orochimaru) - deixou a Vila da Folha há muito tempo depois de desenvolver o Kimera no Jutsu, uma técninca que permite que seu usuário absorva o chakra e a Kekkei Genkai de outro ninja. Junto com seus companheiros, Ichi, Ni e San, tem como base de operações o Monte Shumisen. Utilizando um jutso para projetar sua imagem sobre o céu da Folha, Hiruko anuncia que vai obter a Kekkei Genkai do País do Fogo para tornar-se imortal e invencível e, então, provocar a Quarta Guerra Mundial Ninja e conquistar o mundo. O Nukenin pretende usar o poder de um eclipse solar para realizar seu plano. Com a aproximação do eclipse, começa uma corrida contra o tempo para derrotá-lo.

Selo da Maldição da Marionete

Para conseguir a Kekkei Genkai do País do Fogo, Hiruko planeja tomar o Sharingan do Kakashi. Tal objetivo requer a ativação da Maldição da Marionete (Puppet Curse), colocada no Ninja Copiador há mais de 10 anos. Planejando derrotá-lo, Kakashi pede a Tsunade que deixe-o ir, entretanto, antes de sair, ele pede para a Hokage colocar um selo especial nele que ativará o Kamui automaticamente quando Hiruko tentar absorvê-lo. Sob a influência da Maldição, Kakashi deixa a vila.
No escritório da Hokage, Tsunade ordena que o Time Kurenai, Time Asuma, Time Gai e o Time Kakashi fiquem longe do próprio Kakashi, com o intuito de não comprometer a missão secreta, e o rotula como um Nukenin. Após a reunião com a Hokage, Naruto e Sakura deixam a Vila para seguir e resgatar seu sensei. Os três primeiros times citados são enviados para trazê-los de volta.
Naruto, Sakura e Sai seguem Kakashi e derrotam os subordinados de Hiruko. Eventualmente, eles chegam ao templo onde Hiruko espera por Kakashi. Naruto entra no templo. O eclipse começa e Hiruko dá início a absorção. Como planejado, o Mangekyou Sharingan de Kakashi é ativado e o espaço em torno do lodo criado pelo Kimera no Jutsu começa a se distorcer. Naruto salva Kakashi após atingir o lodo do Jutsu com multiplos Rasengans. Hiruko permanece vivo e afirma que o eclipse não acabou, para tanto, ele libera um grande quantidade de chakra - o que reduz o local a escombros - e convoca um monstro Kimera. Os três times que foram enviados por Tsunade trabalham juntos e derrotam o monstro. Naruto e Kakashi lutam contra Hiruko, que absorve facilmente seus ataques, Raikiri e Oodama Rasengan. Como um último recurso, Naruto ataca Hiruko com o Rasenshuriken, que tenta absorvê-lo, mas não consegue e morre. Os ninjas da Folha celebram sua vitória no Monte Shumisen.
Depois dos créditos, há uma mensagem de Masashi Kishimoto dizendo: "Espero que este filme fique com vocês para sempre...". 

## Recepção crítica
Carlo Santos do Anime News Network deu ao filme uma classificação C +. Em sua revisão, ele elogiou o filme por suas cenas de ação fluida, arte de fundo e conexões para os principais pontos da série, mas criticou a má execução do enredo em um "Salto Shōnen semanal" Salto Semanal Shōnen Jump  fórmula com pouca complexidade, concluindo com: "Se apenas a equipe tivesse feito tanto esforço na narrativa como fizeram para a animação, talvez isso viesse como um produto mais completo".